# Sportåret 1777

## Händelser

### Boxning
- 4 juni – Harry Sellers besegrar Joe Hood i Ascot Heath och försvarar därmed sin engelska mästerskapstitel i tungvikt. Matchen varar i en timme.[1]

- 2 juli – Harry Sellers besegrar återigen Joe Hood, denna gång i Ipswich, och försvarar därmed sin engelska mästerskapstitel i tungvikt. Matchen varar i 30 minuter.[1]

### Cricket
- Okänt datum – Hampshire CCC, även känd som Hambledon Club, vinner County Championship (en inofficiell titel fram till 1890, då de första officiella mästarna koras).

## Födda

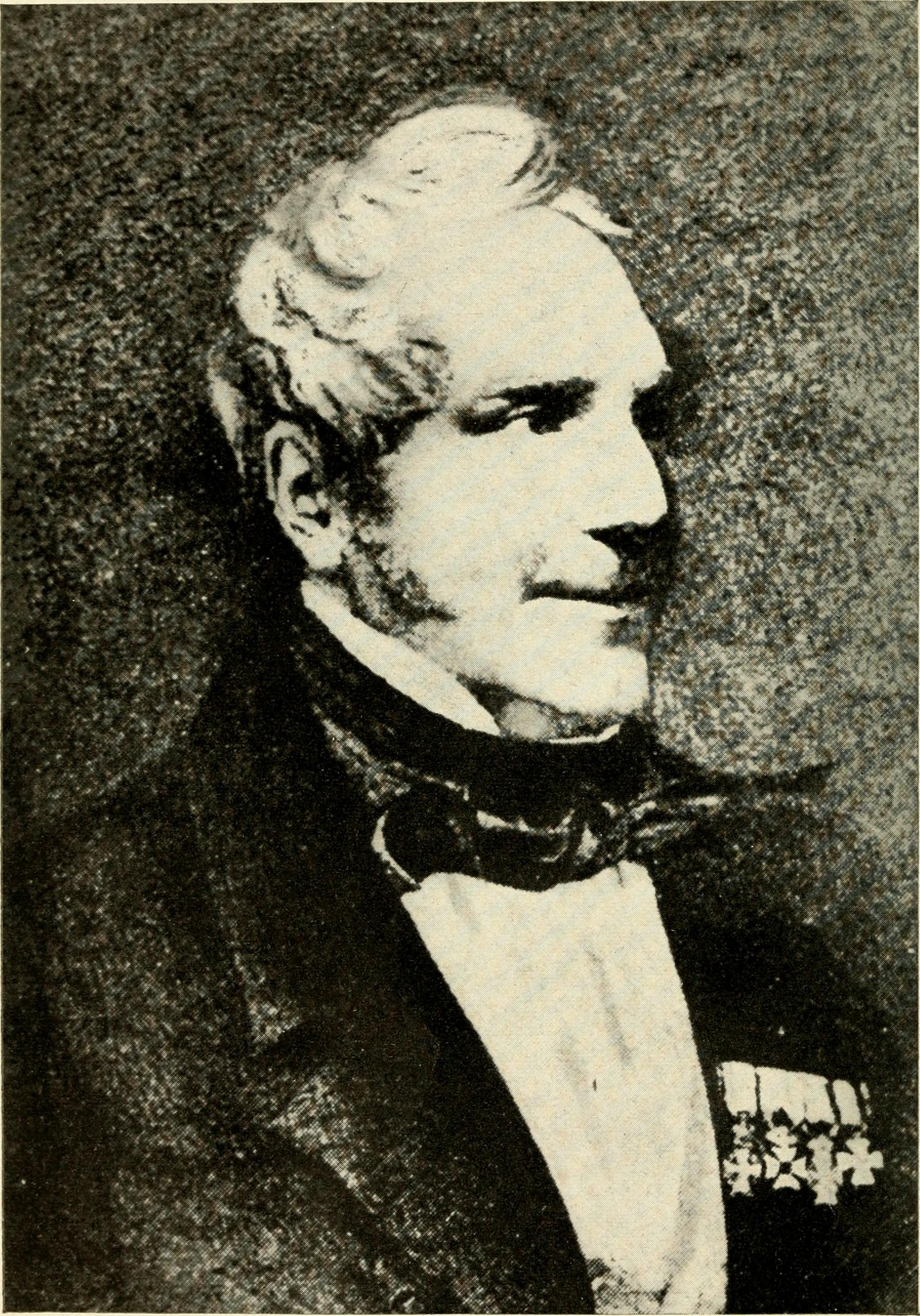
Franz Nachtegall.

- 3 oktober – Franz Nachtegall, dansk gymnastikledare[2]